# Sinfonia n. 26 (Mozart)

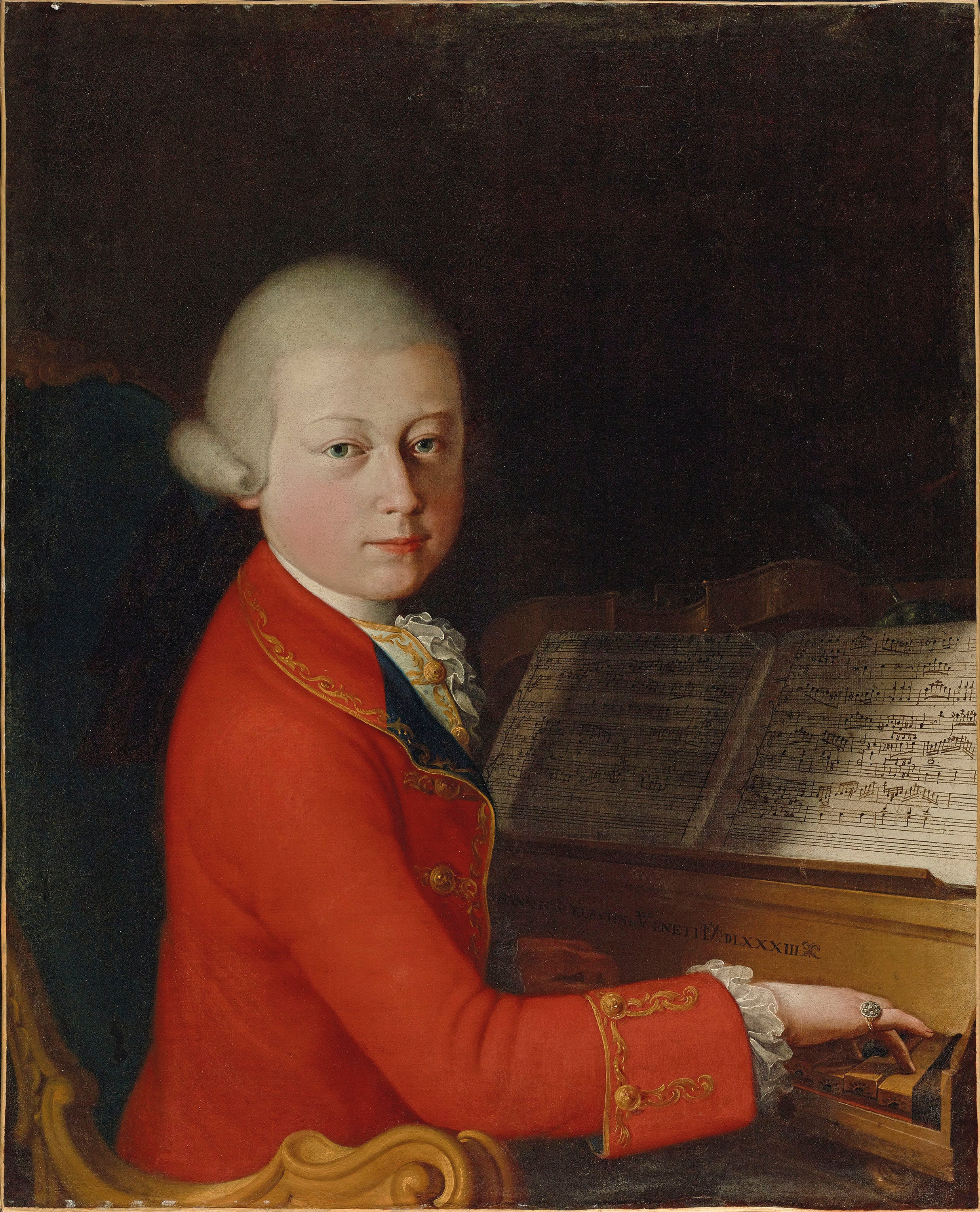
Wolfgang Amadeus Mozart nel 1770.

La sinfonia n. 26 in Mi bemolle maggiore K 184/161a è una composizione di Wolfgang Amadeus Mozart completata a Salisburgo nel 1773.

## Storia

### Contesto
La carriera di Mozart come sinfonista era iniziata a Londra durante la grande tournée europea della famiglia Mozart fra il giugno 1763 e il novembre 1766. Il padre, Leopold, aveva pianificato il viaggio per esibire il talento dei propri figli, Wolfgang e Maria Anna, presso le principali corti europee. In questo periodo Wolfgang venne a contatto con le principali tradizioni musicali europee (tedesca, britannica, francese e italiana) e realizzò le sue prime sinfonie, che si ponevano nel solco delle composizioni in tre movimenti all'italiana in stile galante di Carl Friedrich Abel e di Johann Christian Bach. Inoltre, ascoltò anche le sinfonie di altri compositori come Thomas Arne, William Boyce e Giuseppe Sammartini.
In seguito, Leopold e i suoi figli trascorsero diversi mesi nel 1768 a Vienna durante i quali Wolfgang adattò il proprio stile ai gusti del pubblico viennese, adottando fra le varie cose la struttura della sinfonia in quattro movimenti. Wolfgang e suo padre Leopold fecero tre viaggi in Italia fra il dicembre 1769 e il maggio 1773. In questo periodo Wolfgang alternò i suoi viaggi con soggiorni a Salisburgo, durante i quali compose l'opera Mitridate, re di Ponto, oltre a diverse sinfonie influenzate dal gusto italiano. Nel 1772 e nel 1773 Mozart visse un periodo di entusiasmo per la scrittura sinfonica, componendo ogni anno sette nuove sinfonie (dalla n. 15 alla n. 27). Ridusse poi la sua attività in questo campo e, nei due anni successivi, apparvero solo tre nuove sinfonie (le n. 28, n. 29 e n. 30).

### Composizione
Fra marzo 1773 e novembre 1774 Mozart compose a Salisburgo nove sinfonie: la n. 26 a marzo o autunno 1773, la n. 22 a marzo o aprile 1773, la n. 27 ad aprile 1773, la n. 23 a maggio 1773, la n. 24 a ottobre 1773, la n. 25 a ottobre 1773, la n. 29 ad aprile 1774, la n. 30 a maggio 1774 e la n. 28 a novembre 1773 o 1774. Si tratta di un periodo della vita di Mozart scarno di dettagli. Fino a dicembre 1773, mese in cui si recò a Monaco di Baviera per supervisionare la prima rappresentazione della sua opera La finta giardiniera, trascorse l'intero anno a Salisburgo e, quindi, non esistono lettere ai parenti. Nello stesso periodo fu assunto come primo violino (insieme a Michael Haydn, fratello minore del più celebre Franz Joseph) alla corte arcivescovile di Salisburgo.
Il committente e lo scopo di queste sinfonie sono sconosciuti, ma è possibile che fossero destinate a mecenati italiani e che facessero parte di un gruppo unitario. Mozart apprezzò queste sinfonie tanto che le eseguì nuovamente a Vienna nel 1783. Tuttavia, poiché era insolito proporre al pubblico vecchie composizioni, dovette presentarle come nuove sinfonie. Questo, forse, è il motivo per cui Mozart cancellò le date dai manoscritti originali. I musicologi, in seguito, riuscirono a collocare cronologicamente le composizioni, anche se permangono alcune incertezze sulle sinfonie n. 22 e n. 28. Le sinfonie n. 22, 23, 24, 26 e 27 sono costituite da tre movimenti e, tranne la n. 27, hanno caratteristiche di ouverture all'italiana come la durata abbastanza breve, un movimento centrale in stile pastorale e fanfare, mentre le n. 25, 28, 29 e 30 sono composte in quattro movimenti e contengono il minuetto.
Mozart e suo padre Leopold assistettero alla prima esecuzione dell'opera Lucio Silla, a Milano, il 26 dicembre 1772 e, nel maggio 1773, ritornarono a Salisburgo dal loro terzo viaggio in Italia. A luglio partirono per Vienna, forse alla ricerca di una prestigiosa occupazione presso la corte imperiale ma, nonostante fossero stati ricevuti il 5 agosto dall'imperatrice Maria Teresa d'Austria, le loro speranze rimasero vane. Tuttavia, il soggiorno viennese fu propizio per la crescita artistica di Mozart, che ebbe modo di conoscere alcune sinfonie di Franz Joseph Haydn, Jan Křtitel Vaňhal e Carl Ditters von Dittersdorf, tutte in tonalità minore. Queste composizioni suggestionarono Mozart al punto che, tornato a Salisburgo a fine settembre 1773, volle sperimentare le nuove nozioni acquisite.

### Prima esecuzione e pubblicazione
La data e il luogo della prima esecuzione non sono noti e non si conosce neanche lo scopo originario della composizione. Il manoscritto autografo è conservato in una collezione privata a Vienna. La prima edizione a stampa fu realizzata nel 1809 dalla Stamperia Chimica di Vienna, che la pubblicò, arrangiata, con il titolo di  Gran sestetto concertante. La partitura completa fu pubblicata nel 1880 da Breitkopf & Härtel a Lipsia, che la stampò con il nome Wolfgang Amadeus Mozarts Werke, Serie VIII, No. 26.

## Strumentazione
La partitura è scritta per un'orchestra composta da:
- Archi: violino 1° e 2°, viola, violoncello/contrabbasso.
- Fiati: due flauti, due oboi e due fagotti.
- Ottoni: due corni in Mi bemolle e due trombe in Mi bemolle.

## Struttura e analisi
La sinfonia è formata da tre movimenti:
1. Molto Presto, in Mi bemolle maggiore, tempo C.
2. Andante, in Do minore, tempo 2/4.
3. Allegro, in Mi bemolle maggiore, tempo 3/8.

L'esecuzione integrale dura circa 8 minuti. Lo stile di questa sinfonia dimostra chiaramente che Mozart la compose subito dopo il suo ritorno dall'Italia: più che una vera e propria sinfonia, infatti, si tratta di una ouverture da teatro all'italiana. È composta da tre movimenti di breve durata, senza ritornello, incatenati l'uno all'altro senza interruzioni. Inoltre, Mozart seguì la moda italiana di dividere ogni movimento in due parti uguali, senza sviluppi fra le due parti. Per lungo tempo, sulla base di un'annotazione di Leopold Mozart all'inizio del primo movimento, i musicologi ritennero che questa sinfonia fosse stata completata il 30 marzo 1773. Tuttavia, la grafia di suo figlio Wolfgang nel secondo e nel terzo movimento sembra più recente. È stato quindi ipotizzato che gli ultimi due movimenti siano stati composti solo nella tarda estate o nell'autunno 1773. Il musicologo Volker Scherliess sostiene che questa sinfonia abbia caratteristiche sperimentali e che possa essere intesa come «uno studio sugli unisoni, i tremoli, le sincopi e le melodie cromatiche, cioè sui gusti drammatici e operistici».

### Molto Presto
Il primo movimento, Molto Presto, è scritto in Mi bemolle maggiore, in tempo C e segue la forma-sonata. L'apertura, in stile di fanfara, espone il tema principale che si alterna con passaggi in dinamica piano e forte dell'intera orchestra. Di seguito, l'incipit del movimento:

### Andante
Il secondo movimento, Andante, è in Do minore e in tempo 2/4. Si tratta di un movimento lento molto aggraziato, caratterizzato da numerose sospensioni e appoggiature. Di seguito, l'incipit del movimento:

### Allegro
Il terzo e ultimo movimento, Allegro, riprende la tonalità iniziale di Mi bemolle maggiore e l'indicazione di tempo è 3/8. Si tratta di una conclusione leggera ed è l'unico movimento di questa sinfonia ad avere due temi melodici, simili a una danza. Di seguito, l'incipit del movimento: